# Karniewo (gemeente)
De gemeente Karniewo is een landgemeente in het Poolse woiwodschap Mazovië, in powiat Makowski.
De zetel van de gemeente is in Karniewo.
Op 30 juni 2004 telde de gemeente 5459 inwoners.

## Oppervlakte gegevens
In 2002 bedroeg de totale oppervlakte van gemeente Karniewo 129,38 km², waarvan:
- agrarisch gebied: 87%
- bossen: 7%

De gemeente beslaat 12,15% van de totale oppervlakte van de powiat.

## Demografie
Stand op 30 juni 2004:
| Omschrijving                   | Totaal | Totaal | Vrouwen | Vrouwen | Mannen | Mannen |
| ------------------------------ | ------ | ------ | ------- | ------- | ------ | ------ |
| eenheid                        | aantal | %      | aantal  | %       | aantal | %      |
| inwoners                       | 5459   | 100    | 2749    | 50,4    | 2710   | 49,6   |
| bevolkingsdichtheid (inw./km²) | 42,2   | 42,2   | 21,2    | 21,2    | 20,9   | 20,9   |

In 2002 bedroeg het gemiddelde inkomen per inwoner 1244,65 zł.

## Administratieve plaatsen (sołectwo)
Baraniec, Byszewo, Byszewo-Wygoda, Chełchy-Chabdzyno, Chełchy Dzierskie, Chełchy Iłowe, Chełchy-Klimki, Chełchy Kmiece, Chrzanowo-Bronisze, Czarnostów, Czarnostów-Polesie, Gościejewo, Karniewo, Konarzewo-Bolesty, Krzemień (2 sołectwa: Krzemień Nowy en Krzemień-Górki), Leśniewo, Łukowo, Malechy, Milewo-Malonki, Obiecanowo, Ośnica, Rafały, Romanowo, Słoniawy, Szlasy-Złotki, Szwelice, Tłucznice, Wólka Łukowska, Wronowo, Zakrzewo, Zalesie, Zaręby, Zelki Dąbrowe, Żabin Karniewski, Żabin Łukowski.
Zonder de status sołectwo : Chełchy-Jakusy, Milewo-Wypychy, Rutki.

## Aangrenzende gemeenten
Czerwonka, Gołymin-Ośrodek, Gzy, Krasne, Maków Mazowiecki, Płoniawy-Bramura, Pułtusk, Szelków